# Ménil-Hubert-sur-Orne

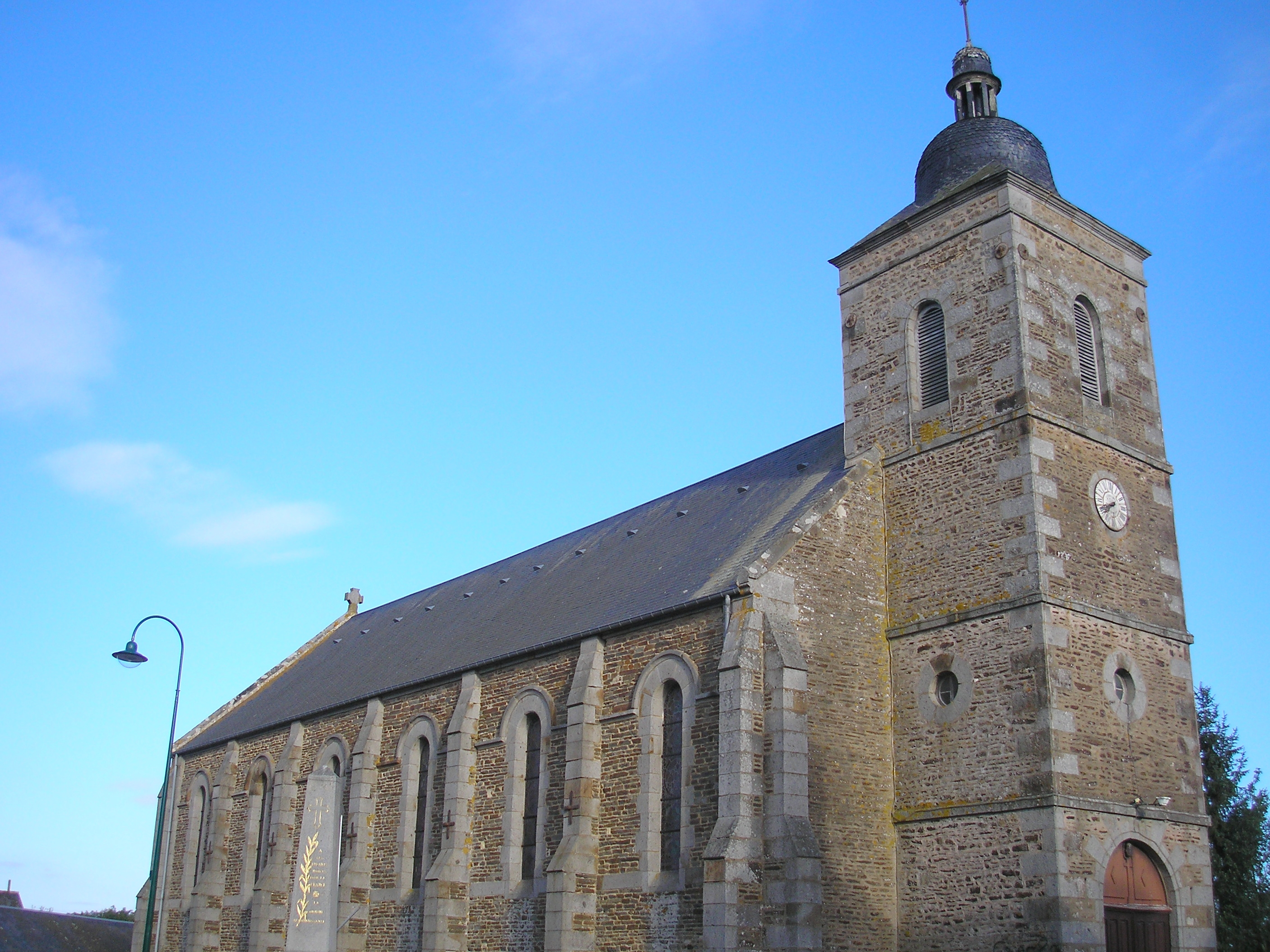
Kerk

Ménil-Hubert-sur-Orne is een gemeente in het Franse departement Orne (regio Normandië) en telt 372 inwoners (2004). De plaats maakt deel uit van het arrondissement Argentan.

## Geografie
De oppervlakte van Ménil-Hubert-sur-Orne bedraagt 10,8 km², de bevolkingsdichtheid is 34,4 inwoners per km².

## Verkeer en vervoer
In de gemeente ligt spoorwegstation Ménil-Hubert - Pont d'Ouilly.
De onderstaande kaart toont de ligging van Ménil-Hubert-sur-Orne met de belangrijkste infrastructuur en aangrenzende gemeenten.

## Demografie
Onderstaande figuur toont het verloop van het inwonertal (bron: INSEE-tellingen).